# جوتن
جوتن(به انگلیسی: Jotun) شرکتی نروژی و فعال در زمینه رنگ و رزین‌های صنعتی است. این شرکت دارای بیش از ۸۷۴۰ نفر پرسنل در ۹۰ کشور جهان از جمله ایران است.جوتن در رده بندی بزرگترین شرکت‌های رنگ سازی جهان در سال ۲۰۱۳ میلادی، رتبه چهاردهم را با بیش از ۱٫۹۵۳ میلیارد دلار فروش به خود اختصاص دارد.